# Bataille d'Altendorf
Première Coalition
Batailles
La bataille d'Altendorf est une bataille qui opposa les Français aux Autrichiens, le 9 août 1796, près du bourg d'Altendorf en Bavière (Allemagne). 
Le général français, Jean-Baptiste Kléber, y battit les Autrichiens.